# Cleora lauensis
Cleora lauensis là một loài bướm đêm trong họ Geometridae.